# Deilephila obsoleta
Deilephila obsoleta är en fjärilsart som beskrevs av Tutt 1904. Deilephila obsoleta ingår i släktet Deilephila och familjen svärmare. Inga underarter finns listade i Catalogue of Life.